# 加治郵便局
加治郵便局（かじゆうびんきょく）は、新潟県新発田市にある郵便局。
郵便区番号「959-24」の配達を受け持つ。

## 概要
住所：〒959-2499 新潟県新発田市三日市道上225-5

## 郵便区内の無集配郵便局
- 加治駅前郵便局：〒959-2421　新潟県新発田市上今泉14-3
- 金塚郵便局：〒959-2477　新潟県新発田市下小中山211-5
- 〆切簡易郵便局：〒959-2454　新潟県新発田市早道場903-1

## 沿革
- 1872年（明治5年）旧9月 - 三日市郵便取扱所として開局[2]。
- 1873年（明治6年）5月 - 廃止[2]。
- 1875年（明治8年）5月 - 五等郵便局の三日市郵便局として開局[2]。
- 1886年（明治19年）
  - 2月5日 - 貯金預所設置[3]。
  - 4月26日 - 三等郵便局となる[4]。
- 1890年（明治23年）4月1日 - 加治郵便局に改称[5]。
- 1892年（明治25年）
  - 5月16日 - 郵便為替事務開始、但し小為替振出事務は取り扱わず[6]。
  - 11月1日 - 小為替振出事務開始[7]。
- 1896年（明治29年）11月16日 - 小包郵便取扱開始[8]。
- 1899年（明治32年）4月1日 - 電信為替事務開始[9]。
- 1908年（明治41年）3月21日 - 電信事務開始[10]。
- 1911年（明治44年）10月6日 - 電話通話事務開始[11]。
- 1914年（大正3年）6月1日 - 村上線（現羽越本線）新発田-中条間開通に伴い鉄道郵便線路開通、その受渡局となる[12]。
- 1918年（大正7年）1月16日 - 集配区内に加治駅前郵便局（三等、無集配）開局[13]。
- 1937年（昭和12年）5月11日 - 電話事務開始[14]。
- 1938年（昭和13年）1月16日 - 電話交換業務開始[15]。
- 1954年（昭和29年）2月15日 - 電話交換事務廃止、新発田電報電話局に移管[16]。
- 1959年（昭和34年）11月1日 - 郵便区内に川尻簡易郵便局開局[17]。
- 1968年（昭和43年）8月25日 - 和文電報配達廃止、新発田電報電話局に移管[18]。
- 1984年（昭和59年）2月1日 - 鉄道郵便受渡廃止[19]。
- 1986年（昭和61年）
  - 8月23日 - 風景入通信日附印使用開始[20]。
  - 10月27日 - 加治駅前郵便局が北蒲原郡加治川村下中から北蒲原郡加治川村今泉に移転[21]。
- 2002年（平成14年）2月1日 - 川尻簡易郵便局が一時閉鎖[22]。
- 2004年（平成16年）1月31日 - 川尻簡易郵便局廃止、加治郵便局が事務継承[23]。
- 2009年（平成21年）10月7日 - 〆切簡易郵便局が新発田市蔵光3852-5から同市早道場903-1に移転[24]。

## 周辺
- 新発田信用金庫加治支店